# Maja Åskag
Maja Åskag (18 de diciembre de 2002) es una deportista de Suecia que compite en atletismo. Ganó una medalla de oro en el Campeonato Mundial de Atletismo Sub-20 de 2021, en la prueba de salto de longitud.